# Zatypota velata
Zatypota velata är en stekelart som beskrevs av Ian D. Gauld 1984. Zatypota velata ingår i släktet Zatypota och familjen brokparasitsteklar. Inga underarter finns listade i Catalogue of Life.